# Фердинанд Георг Фробеніус

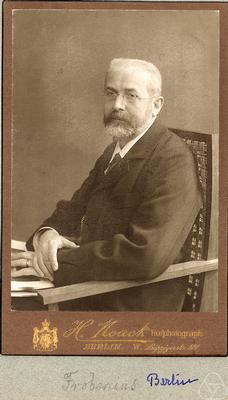

Фердина́нд Ге́орг Фробе́ніус (нім. Ferdinand Georg Frobenius; * 26 жовтня 1849, Берлін — † 3 серпня 1917, Шарлоттенбург) — німецький математик.

## Біографічні відомості
У 1867 році один семестр відвідував заняття в Геттінгенському університеті, потім Університет Гумбольдта в Берліні, в 1870 році захистив там дисертацію під керівництвом Карла Веєрштраса і Ернста Едуарда Куммера. Якийсь час викладав в берлінській гімназії, в 1874 році, без звичайної для цього хабілітації, був прийнятий на посаду професора в Берлінський університет. Наступного року перейшов в Цюрихський Політехнікум, в 1892 році повернувся в Берлінський Університет, зайнявши місце померлого Леопольда Кронекера. Член Прусської АН в Берліні (1893). Разом з Кронекером, Лазарусом Іммануелем Фуксом і Германом Амандусом Шварцем належав до вузького круга відомих берлінських математиків свого часу.

## Роботи
Основні роботи Фробеніуса стосуються теорії груп, зокрема, до теорії представлень.
Він першим довів, що асоціативне, дистрибутивне множення можливе тільки в просторах розмірності один (дійсні числа), два (комплексні числа) і чотири (кватерніони) (Теорема Фробеніуса).
Іменем Фробеніуса названі такі математичні поняття:
- Гомоморфізм Фробеніуса з комутативної алгебри
- Матриця Фробеніуса
- Норма Фробеніуса
- Група Фробеніуса
- Нерівність Фробеніуса
- Теорема Фробеніуса
- Поліном Фробеніуса
- Оператор Перрона-Фробеніуса
- Теорема Фробеніуса-Перрона
- Факторизація за Фробеніусом